# ان‌جی‌سی ۱۲۲
ان‌جی‌سی ۱۲۲ (به انگلیسی: NGC 122) یک جسم ناشناخته است که در صورت فلکی نهنگ قرار دارد.